# Marian Jednowski
Marian Jednowski właśc. Marian Jednoróg (ur. 7 października 1873 we Lwowie, zm. 16 sierpnia 1932 w Krakowie) – polski aktor filmowy i teatralny, reżyser teatralny oraz śpiewak.

## Życiorys
Był synem Franciszka Jednoroga, administratora teatru we Lwowie. Tam też uczuł się sztuki aktorskiej pod kierunkiem Ryszarda Ruszkowskiego. Na początku lat 90. XIX wieku debiutował w lwowskim teatrze amatorskim "Gwiazda". W latach 1892–1895 występował w zespołach objazdowych w Tarnowie, Jarosławiu, Przemyślu i Rzeszowie, a następnie - w latach 1896-1898 - był członkiem zespołu operetki lwowskiej. Od 1898 roku związany był z Krakowem, gdzie grał, a od 1911 roku - również reżyserował, głównie na scenie Teatru im. Juliusza Słowackiego w Krakowie. Występował także gościnnie na scenie krakowskiego Teatru Ludowego (1900/1901), w Sosnowcu, Częstochowie, Kaliszu (1908), w Wiedniu (1914/1915), Lwowie (1918, 1928), w Warszawie (Teatr Narodowy, 1926) oraz Krynicy (1927). Od 1919 roku był prezesem Oddziału Krakowskiego ZASP, a w latach 1920 i 1922 organizował na Śląsku Cieszyńskim plebiscytowe przedstawienia teatralne.
Ok. 1910 roku zawarł związek małżeński z Zofią Ludwiką Klemensiewicz, z którego urodziła się córka Maria (1912-1965). Został pochowany na cmentarzu Rakowickim w Krakowie.

## Filmografia
- Pod jarzmem tyranów (1916) - gubernator
- Pan Tadeusz (1928) - Gerwazy
- Niewolnicy życia. Za grzechy ojców (1928) - dyrektor huty Jerzy Krzemiński
- Huragan (1928) - Andrzej Zawisza
- Z ramion w ramiona (1929) - Wrzos